# ウエルシアパートナーズ
ウエルシアパートナーズ株式会社は、首都圏にて主に在宅介護、通所介護などの介護保険事業を行うウエルシアグループの関連事業所である。
元々は東京電力ホールディングス子会社の東電パートナーズ株式会社（とうでんパートナーズ）だったが、2024年10月に株式譲渡に伴ってウエルシアホールディングスの子会社となり、同時に社名変更された。

## 沿革
- 2006年
  - 1月23日 - 設立
  - 4月1日 - 事業開始
- 2024年10月1日 - 株式譲渡に伴ってウエルシアホールディングスの子会社となり、同時にウエルシアパートナーズへ社名変更[2]。

## 事業所
2024年10月の社名変更に伴い、事業所名が「東電さわやか-」から"東電"を省いた「さわやか-」へ変更された。
埼玉県
- さわやかグループホーム さいたま
- さわやかケア うらわ
- さわやかケア みやはら
- さわやかケア みなみ
- さわやかケア さくら
- さわやかケア 川口
- さわやかケア 芝
- さわやかケア しばゆり
- さわやかケア 所沢

千葉県
- さわやかケア 千葉
- さわやかケア 稲毛
- さわやかデイサービス 美浜
- さわやかケア 船橋
- さわやかデイサービス 中山
- さわやかケア 市川
- さわやかケア 真間
- さわやかケア 柏

東京都
- さわやかケアポート としま
- さわやかケア 成増
- さわやかケア 立石
- さわやかケア 中野
- さわやかケア 荻窪
- さわやかケア 武蔵野
- さわやかケア 町田
- さわやかケア 成瀬

神奈川県
- さわやかケア かもめ
- さわやかケア 関内
- さわやかケア 川崎
- さわやかケア さいわい
- さわやかケア 生田
- さわやかケア 元住吉
- さわやかケア 相模原
- さわやかケア 東林間
- さわやかケア 鶴間
- さわやかケア 相武台